# دينيس دوغان
دينيس دوغان (بالإنجليزية: Dennis Dugan)‏ مواليد 5 سبتمبر 1946 في ويتون، الولايات المتحدة، هو ممثل ومخرج وكوميدي أمريكي بدأ مسيرته الفنية سنة 1968.

## الأعمال

### مسلسلات
- كولمبو
- هانتر
- آلي مكبيل
- إن واي بي دي بلو
- هوب وفيث

### أفلام
- أمن قومي (فيلم 2003)

## روابط خارجية
- دينيس دوغان على موقع IMDb (الإنجليزية)
- دينيس دوغان على موقع روتن توميتوز (الإنجليزية)
- دينيس دوغان على موقع ألو سيني (الفرنسية)
- دينيس دوغان على موقع أول موفي (الإنجليزية)
- دينيس دوغان على موقع بوكس أوفيس موجو (الإنجليزية)
- دينيس دوغان على موقع قاعدة بيانات الأفلام السويدية (السويدية)
- دينيس دوغان على موقع إن إن دي بي (الإنجليزية)
- دينيس دوغان على موقع قاعدة بيانات الفيلم (الإنجليزية)
- دينيس دوغان على موقع كينوبويسك (الروسية)